# Hipparchia postcacea
Hipparchia postcacea är en fjärilsart som beskrevs av Karl Schawerda 1927. Hipparchia postcacea ingår i släktet Hipparchia och familjen praktfjärilar. Inga underarter finns listade i Catalogue of Life.